# Herman Lantz
Herman Lantz, född Herman Viktor Clemens Nilsson 23 november 1881 i Stockholm, död 2 april 1949 i Järfälla, var en svensk skådespelare, manusförfattare och idrottsman.

## Biografi
Lantz blev riksbekant genom sina sportprestationer, bland annat ett svenskt mästerskap i simhopp 1904. Han var tidig medlem i Föreningen för Kanot-Idrott och blev mycket omskriven för sina äventyrliga långfärder i segelkanot: Stockholm – Sankt Petersburg 1909, Europa runt 1910–1911 och från Stockholm genom Ryssland ner till Baku under utbrytande världskrig 1912–1915.
Som skådespelare debuterade Lantz 1912 i Laban Petterkvist tränar till Olympiska spelen, till vilken han också skrev manus. Han anställdes 1920 som annonsombud för Svensk Filmindustris publikation Filmnyheter. Han kom att medverka i filmer fram till 1941. 1952 medverkade han postumt i klippfilmen Adolf i toppform.

## Filmografi
- 1912 – Laban Petterkvist tränar till Olympiska spelen
- 1912 – Farbror Johannes ankomst till Stockholm eller Hvad en glad frukost på Metropol kan ställa till
- 1912 – Kolingens galoscher
- 1917 – Tösen från Stormyrtorpet
- 1917 – Terje Vigen
- 1918 – Berg-Ejvind och hans hustru
- 1919 – Hemsöborna
- 1919 – Herr Arnes pengar
- 1920 – Fiskebyn
- 1922 – Vem dömer
- 1923 – Johan Ulfstjerna
- 1925 – Ingmarsarvet
- 1925 – Två konungar
- 1925 – Styrman Karlssons flammor
- 1926 – Mordbrännerskan
- 1927 – Ungdom
- 1928 – Synd
- 1928 – Svarte Rudolf
- 1928 – Gustaf Wasa del I
- 1929 – Säg det i toner
- 1930 – Bonde och arbetare
- 1930 – Kronans kavaljerer
- 1931 – Skepp ohoj!
- 1931 – En natt
- 1931 – Röda dagen
- 1931 – Skepparkärlek
- 1932 – Lyckans gullgossar
- 1932 – Hans livs match
- 1933 – Bomans pojke
- 1934 – Sången om den eldröda blomman
- 1934 – Sången till henne
- 1934 – Kungliga Johansson
- 1935 – Flickornas Alfred
- 1935 – Järnets män
- 1935 – Smålänningar
- 1936 – Ä' vi gifta?
- 1937 – John Ericsson – segraren vid Hampton Roads
- 1937 – Adolf Armstarke
- 1937 – Konflikt
- 1938 – Med folket för fosterlandet
- 1939 – Oss baroner emellan
- 1939 – En enda natt
- 1940 – Vi Masthuggspojkar
- 1941 – Tänk, om jag gifter mig med prästen
- 1941 – Lasse-Maja
- 1941 – Göranssons pojke
- 1952 – Adolf i toppform

## Filmmanus
- 1912 – Laban Petterkvist tränar till Olympiska spelen